# Вижиськ (гміна)
Гміна Вижиськ (пол. Gmina Wyrzysk) — місько-сільська гміна у північно-західній Польщі. Належить до Пільського повіту Великопольського воєводства.
Станом на 31 грудня 2011 у гміні проживало 14292 особи.

## Територія
Згідно з даними за 2007 рік площа гміни становила 160.75 км², у тому числі:
- орні землі: 73.00%
- ліси: 12.00%

Таким чином, площа гміни становить 12.69% площі повіту.

## Населення
Станом на 31 грудня 2011:
| Опис     | Загалом | Загалом | Чоловіки | Чоловіки | Жінки | Жінки |
| -------- | ------- | ------- | -------- | -------- | ----- | ----- |
| одиниця  | осіб    | %       | осіб     | %        | осіб  | %     |
| все      | 14292   | 100     | 6963     | 48.72    | 7329  | 51.28 |
| міське   | 5247    | 100     | 2540     | 48.41    | 2707  | 51.59 |
| сільське | 9045    | 100     | 4423     | 48.90    | 4622  | 51.10 |

## Сусідні гміни
Гміна Вижиськ межує з такими гмінами: Білосліве, Висока, Ґоланьч, Кциня, Лобжениця, Садкі, Шамоцин.